# 太陽神戶銀行

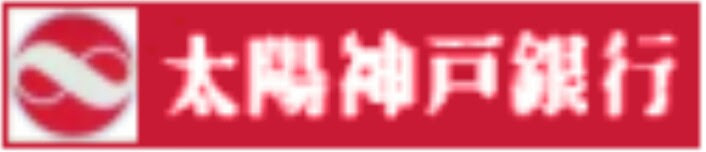

太陽神戶銀行（日语：株式会社 太陽神戸銀行，たいようこうべぎんこう，Taiyo-Kobe Bank Limited.）是日本過去存在的一家都市銀行。這家銀行是三井住友銀行的前身之一。太陽神戶銀行是由太陽銀行和神戶銀行兩家銀行在1973年10月1日合併誕生。1990年，太陽神戶銀行和三井銀行合併為太陽神戶三井銀行（後改名為櫻花銀行）。